# Ta-Nehisi Coates
Ta-Nehisi Paul Coates (ur. 30 września 1975 w Baltimore) – amerykański pisarz, eseista, laureat National Book Award.

## Życiorys
Urodził się i wychował w Baltimore, w czasach gdy pojawiła się tam fala uzależnień od kraku. Jego ojciec, Paul Coates, był bibliotekarzem i weteranem wojny wietnamskiej, który założył wydawnictwo Black Classic Press publikujące zapomnianą twórczość afroamerykańskich autorów, a jego matka pracowała jako nauczycielka.
Kształcił się na Uniwersytecie Howarda, lecz nie uzyskał dyplomu. Po studiach rozpoczął karierę od pisania żywiołowych artykułów o muzyce, literaturze i polityce dla periodyku „Washington Monthly”. Jego eseje ukazywały się później także m.in. w „The Village Voice”, „Time”, czy „The New York Times”. W 2008 roku prowadził bloga na stronie magazynu „The Atlantic”, czym zdobył rozgłos. W 2012 wykładał na Massachusetts Institute of Technology jako Martin Luther King Jr. Visiting Scholar. Jego eseje publikowane w „The Atlantic” zostały dwukrotnie (2013, 2014) wyróżnione nagrodą National Magazine Award.
Zadebiutował w 2008 autobiograficzną książką The Beautiful Struggle: A Father, Two Sons, and an Unlikely Road to Manhood, w której opisywał swoje dzieciństwo oraz historię ojca, który w młodości przewodniczył baltimorskiej sekcji Partii Czarnych Panter. W 2015 ukazała się jego druga autobiograficzna publikacja, esej Between the World and Me w formie listu ojca do piętnastoletniego syna, opisującego doświadczenie bycia czarnoskórym Amerykaninem, wszechobecną przemoc oraz dyskryminację rasową. Inspiracją dla eseju była książka Następnym razem pożar (1963) Jamesa Baldwina, która rozpoczyna się listem narratora do swojego młodego bratanka. Between the World and Me osiągnęło status bestsellera i przyniosło Coatesowi nagrody National Book Award oraz Kirkus Prize w kategorii literatura faktu.
W 2016 Coates zaczął pisać scenariusze komiksów dla wydawnictwa Marvel. Najpierw stworzył serię dotyczącą postaci Czarnej Pantery, za którą otrzymał w 2018 Nagrodę Eisnera (wraz ze współtwórczyniami: pisarką Roxane Gay i rysowniczką Alithą E. Martinez). Później z kolei pisał o Kapitanie Ameryka. W 2017 ukazał się jego zbiór esejów We Were Eight Years in Power: An American Tragedy o współczesnej amerykańskiej polityce i dyskryminacji rasowej. Następną publikacją był debiut powieściowy Coatesa, The Water Dancer (2019), opisujący ucieczkę z południa Stanów czarnoskórego niewolnika, który odkrywa w sobie zdolności magiczne. Powieść historyczna znalazła się na pierwszym miejscu listy bestsellerów „The New York Times”, została wybrana do programu klubu książkowego Oprah Winfrey oraz znalazła się na listach najlepszych powieści roku 2019 takich periodyków, jak „Time”, „The Washington Post”, „Chicago Tribune”, czy „Vanity Fair”.

## Nagrody
- National Magazine Award (2013, 2014)
- National Book Award (2015)
- Kirkus Prize w kategorii literatura faktu[1]
- MacArthur Fellowship (2015)[3]
- PEN/Diamonstein-Spielvogel Award (2016)[9]
- Nagroda Eisnera (2018, wraz z Roxane Gay i Alithą E. Martinez)[6]

## Twórczość
- 2008: The Beautiful Struggle: A Father, Two Sons, and an Unlikely Road to Manhood
- 2015: Between the World and Me, wyd. pol.: Między światem a mną. Dariusz Żukowski (tłum.). Agora, 2021. ISBN 978-83-268-4579-6. Brak numerów stron w książce
- 2016: seria komiksów Czarna Pantera
- 2017: We Were Eight Years in Power: An American Tragedy
- 2019: The Water Dancer

Źródło.